# Ecandrewsite
L'ecandrewsite è un minerale appartenente al gruppo dell'ilmenite.